# トレント・マクダフィー
トレント・マクダフィー（Trent McDuffie, 2000年9月13日 - ）は、アメリカ合衆国カリフォルニア州ウェストミンスター出身のプロアメリカンフットボール選手。NFLのカンザスシティ・チーフスに所属している。ポジションはコーナーバック。

## 経歴

### ハイスクール
高校4年目のシーズンにはオールアメリカンゲームに選出された。

### カレッジ
ワシントン大学に進学し、1年目の2019年シーズンは13試合に出場して45タックル、1つのインターセプトを記録した。
2020年シーズンは4試合に出場して14タックル、0.5サック、1つのインターセプトを記録した。
2021年シーズンは35タックル、6つのパスディフレクションを記録した。シーズン終了後、2022年のNFLドラフトにアーリーエントリーした。

### カンザスシティ・チーフス
| 5 ft 10+3⁄4 in (180 cm)             | 193 lb (88 kg) | 29+3⁄4 in (76 cm) | 8+3⁄4 in (22 cm) | 4.44 s | 1.53 s | 2.56 s | 38.5 in (98 cm) | 10 ft 8 in (3.25 m) | 15 回 |
| All values from NFL Combine/Pro Day |                |                   |                  |        |        |        |                 |                     |       |

2022年のNFLドラフトにて全体21位でカンザスシティ・チーフスから指名され、その後ルーキー契約を結んだ。
2022年シーズン、フィラデルフィア・イーグルスとのスーパーボウルで5タックルを記録し、勝利に貢献した。
2023年シーズンは80タックル、3サック、7つのパスディフレクションを記録し、オールプロファーストチームに選出された。
2024年シーズンは59タックル、0.5サック、13パスディフレクションを記録し、オールプロセカンドチームに選出された。
2025年4月29日、チームから5年目の契約オプションを行使された。